# Donje Biosko
Donje Biosko är en ort i Bosnien och Hercegovina.   Den ligger i entiteten Federationen Bosnien och Hercegovina, i den centrala delen av landet, 10 km öster om huvudstaden Sarajevo. Donje Biosko ligger 862 meter över havet och antalet invånare är 248.
Terrängen runt Donje Biosko är lite bergig. Runt Donje Biosko är det ganska tätbefolkat, med 67 invånare per kvadratkilometer.. Närmaste större samhälle är Sarajevo, 9,7 km väster om Donje Biosko. 
Omgivningarna runt Donje Biosko är en mosaik av jordbruksmark och naturlig växtlighet.